# مايك مكاي
مايك مكاي (بالإنجليزية: Mike McKay)‏ مواليد 15 أكتوبر 1965، هو لاعب كرة سلة أسترالي سابق بدأ مسيرته الاحترافية في سنة 1983.

## روابط خارجية
- مايك مكاي على موقع كرة السلة الأوروبية.كوم (الإنجليزية)
- مايك مكاي على موقع كلية كرة السلة في سبورتس رفرنس.كوم (الإنجليزية)
- مايك مكاي على موقع ريلجم (الإنجليزية)
- مايك مكاي على موقع سبورتس رفرنس (الإنجليزية)
- مايك مكاي على موقع أوليمبيديا (الإنجليزية)